# Denel (Afrique du Sud)
Denel SOC Ltd est un conglomérat de technologie aérospatiale et militaire créé en 1992. Il a été créé lorsque les filiales de fabrication d'Armscor ont été scindées afin qu'Armscor devienne l'agence d'approvisionnement de la South African Defence Force (SADF), maintenant connue sous le nom de South African National Defence Force (SANDF), et les divisions de fabrication ont été regroupées sous Denel en tant que divisions. L'entreprise connaissait des problèmes financiers majeurs depuis 2015 et en 2021, il a été annoncé au Parlement que Denel était au bord de l'insolvabilité. La société a déclaré que ses malheurs étaient dus à la baisse des budgets de défense locaux, à l'affaiblissement des relations avec les principaux clients et fournisseurs, l'incapacité de retenir ou d'attirer du personnel qualifié, les conflits salariaux en cours et une dégradation des notes de Fitch.

## Histoire
Denel a été créée en avril 1992. Elle a hérité de la plupart des installations de production et de recherche d'Armscor et de plus de 15 000 employés. Au moment de sa création, Denel a restructuré et réorganisé les anciennes filiales d'Armscor en plusieurs divisions et filiales au sein de cinq groupes industriels : systèmes, fabrication, aérospatiale, informatique et services immobiliers et d'ingénierie.
Denel a développé un certain nombre de produits admirables, tels que :
- L'hélicoptère d'attaque Rooivalk.
- L'hélicoptère d'utilitaire Atlas Oryx.
- Le missile de défense aérienne à lancement vertical Umkhonto.
- Le missile guidé antichar à ogive tandem Mokopa, d'une portée de 10 km.
- Avec Gerald Bull, l' obusier automoteur G6 et l'obusier tracté G5, les canons à plus longue portée de leur catégorie au monde, pris en charge avec la purge de base, le VLAP et la technologie avancée de fusée.
- Le missile air-air A-Darter de 5ème génération, actuellement en phase finale de développement.

L' Overberg Test Range est utilisé pour les tests aériens avancés de missiles par Denel et d'autres clients tels que la NASA, EADS et BAE Systems.
Bien que la part de marché de Denel augmente, elle n'a toujours pas signé de contrats internationaux significatifs qui apporteront un réel retour sur le marché de ses investissements dans les coûts de développement et de recherche. En 2006, Denel a signé un contrat avec la marine finlandaise pour le missile de défense aérienne Umkhonto ; il s'agissait d'une étape importante, puisqu'il s'agissait de la première vente importante à une nation occidentale. La force de défense suédoise était également intéressée par le missile Umkhonto, mais en raison de contraintes budgétaires, elle a dû suspendre son achat.
Bien que Denel propose des produits de qualité comparable et à des prix inférieurs, il a eu du mal à attirer des acheteurs. L'hélicoptère d'attaque Rooivalk en étant un excellent exemple. Après avoir été développé à un coût de 1 milliard de dollars, aucune vente n'a été réalisée car le contrat avec la Turquie ayant un contrat de 2 milliards $ a été perdu. Le développement du Rooivalk, qui pourrait être le projet le plus rentable de Denel, menace également d'entraîner sa plus grande perte jamais enregistrée.

## Divisions
Les divisions suivantes font partie de Denel :
- Denel Aeronautics intégrant Denel Technical Academy
- Denel Dynamique
- Propriétés industrielles de Denel
- Denel Systèmes Intégrés et Maritime
- Denel Land Systems
- Denel Mechem
- Gamme de tests Denel Overberg
- Denel PMP
- Systèmes de véhicules Denel

## Entreprises associées
Sociétés détenues en partie par Denel.
- Airbus DS Optronics (Airbus Defence and Space détient 70% et Denel détient 30% des actions)
- Rheinmetall Denel Munition (Rheinmetall détient 51% et Denel détient 49% des actions)
- Turbomeca Africa ( Turbomeca détient 51% et Denel 49% des actions)
- LMT Holdings (Denel détient 51% des actions)[7]

## Difficultés financières
En 2004, le PDG de Denel, Victor Moche, a informé le Parlement que la société était au bord de la faillite après avoir subi une perte au cours de l'exercice 2003/4 de 358 millions de rands, contribuant à une dette croissante de l'entreprise de 1 milliard de rands. Cela a été attribué au manque d'accès aux marchés étrangers et à l'impossibilité d'obtenir des contrats d'achat d'armes nationaux.
En 2016, il a été révélé que Denel avait conclu un accord controversé de fournisseur unique pendant dix ans avec VR Laser,. L'accord était controversé en raison des conditions généreuses du contrat et parce que VR Laser appartenait à la famille Gupta qui avait des liens étroits avec le président sud-africain de l'époque, Jacob Zuma. Cela a contribué à ce que Denel ait subi une perte, la première en huit ans, d'un montant de 1,7 milliard de rands, mettant l'entreprise en difficulté financière. Cela a conduit Denel à ne pas être en mesure de payer le personnel et les retraités de l'entreprise. En 2017, le groupe de la société civile Organisation Undoing Tax Abuse (OUTA) (OUTA) a déclaré avoir porté des accusations de corruption contre le président de la société, Daniel Mantsha. En mars 2019, des représentants de Denel ont témoigné devant la Commission Zondo au sujet de l'accord de la société avec le laser VR appartenant à Gupta. Le directeur général par intérim du Département des entreprises publiques a déclaré que l'accord avait entraîné une perte de revenus pouvant atteindre 3 milliards de rands pour Denel. À la suite de la conclusion d'enquêtes médico-légales sur des allégations de corruption à Denel, la société a annoncé en juillet 2019 qu'elle chercherait à récupérer l'argent mal dépensé en engageant des poursuites civiles et pénales contre d'anciens dirigeants de l'entreprise.
Les difficultés financières de la société d'État se sont poursuivies en 2021. En avril 2021, Denel Land Systems n'était pas en mesure de payer les salaires de ses employés.

## Les références
1. 1 2  « Denel 2020 Annual Report »
2. ↑  « History », ArmsCor (consulté le 23 juillet 2018)
3. ↑  « Denel at risk of collapse as money runs out », 17 février 2021
4. ↑  « Conversion: The Case of Denel » [archive du 24 novembre 2006], Peter Batchelor (International Development Research Centre), 26 novembre 2006
5. 1 2  « What went wrong with Rooivalk? »
6. ↑  « Associated Companies | Denel SOC Ltd », Denel.co.za, 1er septembre 2008 (consulté le 29 septembre 2015)
7. ↑  « Company Profile » [archive du 21 juillet 2015], LMT (consulté le 29 septembre 2015)
8. ↑  (en) Pressly, « Denel 'at doorstep of bankruptcy' », The M&G Online, 8 septembre 2004 (consulté le 3 août 2019)
9. ↑  (en) Paton, « BusinessLIVE », BusinessLIVE, 16 février 2016 (consulté le 3 août 2019)
10. 1 2  (en) « Denel Asia could be unlawful », defenceWeb, 17 février 2016 (consulté le 3 août 2019)
11. ↑  (en) Bavier, Alex, Winning et Reuters, « 'Severe crisis': Denel urgently needs partnership to survive », CityPress, 30 novembre 2018 (consulté le 3 août 2019)
12. ↑  Liedtke, « Denel's liquidity crisis plunges employees into new financial crisis », Engineering News, 12 juillet 2019 (consulté le 3 août 2019)
13. ↑  (en) « OUTA charges Denel board chairman with corruption », defenceWeb, 4 septembre 2017 (consulté le 3 août 2019)
14. 1 2  (en) « Denel at the Zondo Commission », defenceWeb, 18 mars 2019 (consulté le 3 août 2019)
15. ↑  (en) « Denel is going after bosses to get back 'misspent' money », TimesLIVE, 31 juillet 2019
16. ↑  Martin, « Denel Land Systems unable to pay April salaries », defenceWeb, 19 avril 2021 (consulté le 20 avril 2021)